# Dolores (Quezon)
Dolores é um município de  quarta classe de renda municipal (d) na província Quezon, nas Filipinas. De acordo com o censo de 1 de maio  de  2020 possui uma população de 32 514 pessoas e 7 642 domicílios.